# 东周列国志
《東周列國志》是一部長篇歷史章回小说，為明末余邵鱼、馮夢龍所撰，清代的蔡元放编評。是一部在中國除了《三国演义》之外流传最广、影响最大的通俗历史演义。內容涵蓋春秋、戰國時代約500餘年的東周時期歷史，包含春秋五霸、吳越之爭以及戰國七雄等許多著名的歷史故事。

## 成书年代
此书刊本很多，卷首有蔡元放序，所署年代不一，或作乾隆元年（1736年），或作乾隆十七年（1752年），或作乾隆三十二年（1767年）。

## 成书过程

### 余邵鱼撰《列国志传》
明朝嘉靖、隆庆年间，余邵鱼编撰了一部《列国志传》，8卷226则，约28万字。

### 冯梦龙编《新列国志》
明朝末年，冯梦龙在《列国志传》的基础上进行改编，形成了《新列国志》一书，共108回，增至70餘万字。冯梦龙依据《左传》、《史记》等书，删除了旧本《列国志传》中明显不符合史实的故事传说，同时增添了不少重要内容。在改编中，他还删去了武王伐纣到西周衰亡这部分内容，集中写春秋、战国，即东周的历史。

### 蔡元放編評《东周列国志》
清代乾隆年间，蔡元放对《新列国志》略加修订润色，并加上序、读法，大量的评语及一些夹注，易名为《东周列国志》，共27卷108回。此书只能说是《新列国志》的评点本，但是近200年来它成了最流行的本子，使《列国志传》和《新列国志》都鲜为人知了。

## 内容
《东周列国志》从西周末年周宣王三十九年（前789年）写起，到秦始皇二十六年（前221年）统一全国为止，包括春秋战国500多年历史，内容极为丰富复杂。作者在描写春秋五霸、战国七雄的兴亡盛衰过程中，对那些腐朽残暴、骄奢淫侈的统治者，如周幽王、齐襄公、陈灵公、宋康王等进行了揭露和否定；对改变政治、促进社会发展的开明君主和官吏，如齐桓公和管仲、魏文侯和西门豹、秦孝公和商鞅等，予以肯定和赞扬。这是和目前广泛接受的历史评价是一致的。

## 特点和价值
由于冯梦龙和蔡元放都非常强调历史演义必须忠于史实，所以《东周列国志》的史学价值很高，影响相当大。蔡元放自己就在《读法》中说过：“读《列国志》，全要把作正史看，莫作小说一例看了。”

## 目錄
- 第1回　周宣王聞謠輕殺 杜大夫化厲鳴冤
- 第2回　褒人贖罪獻美女 幽王烽火戲諸侯
- 第3回　犬戎主大鬧鎬京 周平王東遷洛邑
- 第4回　秦文公郊天應夢 鄭莊公掘地見母
- 第5回　寵虢公周鄭交質 助衛逆魯宋興兵
- 第6回　衛石碏大義滅親 鄭莊公假命伐宋
- 第7回　公孫閼爭車射考叔　公子翬獻諂賊隱公
- 第8回　立新君華督行賂 敗戎兵鄭忽辭婚
- 第9回　齊侯送文姜婚魯 祝聃射周王中肩
- 第10回　楚熊通僭號稱王 鄭祭足被脅立庶
- 第11回　宋莊公貪賂搆兵 鄭祭足殺婿逐主
- 第12回　衛宣公築臺納媳 高渠彌乘間易君
- 第13回　魯桓公夫婦如齊 鄭子亹君臣為戮
- 第14回　衛侯朔抗王入國 齊襄公出獵遇鬼
- 第15回　雍大夫計殺無知 魯莊公乾時大戰
- 第16回　釋檻囚鮑叔薦仲 戰長勺曹劌敗齊
- 第17回　宋國納賂誅長萬 楚王杯酒虜息媯
- 第18回　曹沫手劍劫齊侯 桓公舉火爵寧戚
- 第19回　擒傅瑕厲公復國 殺子頹惠王反正
- 第20回　晉獻公違卜立驪姬 楚成王平亂相子文
- 第21回　管夷吾智辨俞兒 齊桓公兵定孤竹
- 第22回　公子友兩定魯君 齊皇子獨對委蛇
- 第23回　衛懿公好鶴亡國 齊桓公興兵伐楚
- 第24回　盟召陵禮款楚大夫 會葵邱義戴周天子
- 第25回　智荀息假途滅虢 窮百里飼牛拜相
- 第26回　歌扊扅百里認妻 獲陳寶穆公証夢
- 第27回　驪姬巧計殺申生 獻公臨終囑荀息
- 第28回　里克兩弒孤主 穆公一平晉亂
- 第29回　晉惠公大誅群臣 管夷吾病榻論相
- 第30回　秦晉大戰龍門山 穆姬登臺耍大赦
- 第31回　晉惠公怒殺慶鄭 介子推割股啖君
- 第32回　晏蛾兒踰牆殉節 群公子大鬧朝堂
- 第33回　宋公伐齊納子昭 楚人伏兵劫盟主
- 第34回　宋襄公假仁失眾 齊姜氏乘醉遣夫
- 第35回　晉重耳周遊列國 秦懷嬴重婚公子
- 第36回　晉呂郤夜焚公宮 秦穆公再平晉亂
- 第37回　介子推守志焚綿上　太叔帶怙寵入宮中
- 第38回　周襄王避亂居鄭 晉文公守信降原
- 第39回　柳下惠授詞卻敵 晉文公伐衛破曹
- 第40回　先軫詭謀激子玉 晉楚城濮大交兵
- 第41回　連穀城子玉自殺 踐土壇晉侯主盟
- 第42回　周襄王河陽受覲 衛元咺公館對獄
- 第43回　智寧俞假酖復衛 老燭武縋城說秦
- 第44回　叔詹據鼎抗晉侯 弦高假命犒秦軍
- 第45回　晉襄公墨縗敗秦 先元帥免冑殉翟
- 第46回　楚商臣宮中弒父 秦穆公殽谷封尸
- 第47回　弄玉吹簫雙跨鳳 趙盾背秦立靈公
- 第48回　刺先克五將亂晉 召士會壽餘紿秦
- 第49回　公子鮑厚施買國 齊懿公竹池遇變
- 第50回　東門遂援立子倭 趙宣子桃園強諫
- 第51回　責趙盾董狐直筆 誅鬬椒絕纓大會
- 第52回　公子宋嘗黿搆逆 陳靈公衵服戲朝
- 第53回　楚莊王納諫復陳 晉景公出師救鄭
- 第54回　荀林父縱屬亡師 孟侏儒託優悟主
- 第55回　華元登床劫子反 老人結草亢杜回
- 第56回　蕭夫人登臺笑客 逢丑父易服免君
- 第57回　娶夏姬巫臣逃晉 圍下宮程嬰匿孤
- 第58回　說秦伯魏相迎醫 報魏錡養叔獻藝
- 第59回　寵胥童晉國大亂 誅岸賈趙氏復興
- 第60回　智武子分軍肆敵 偪陽城三將鬥力
- 第61回　晉悼公駕楚會蕭魚　孫林父因歌逐獻公
- 第62回　諸侯同心圍齊國 晉臣合計逐欒盈
- 第63回　老祁奚力救羊舌 小范鞅智劫魏舒
- 第64回　曲沃城欒盈滅族 且於門杞梁死戰
- 第65回　弒齊光崔慶專權 納衛衎寧喜擅政
- 第66回　殺寧喜子鱄出奔 戮崔杼慶封獨相
- 第67回　盧蒲癸計逐慶封 楚靈王大合諸侯
- 第68回　賀虒祁師曠辨新聲　散家財陳氏買齊國
- 第69回　楚靈王挾詐滅陳蔡　晏平仲巧辯服荊蠻
- 第70回　殺三兄楚平王即位　劫齊魯晉昭公尋盟
- 第71回　晏平仲二桃殺三士　楚平王娶媳逐世子
- 第72回　棠公尚捐軀奔父難　伍子胥微服過昭關
- 第73回　伍員吹簫乞吳市 專諸進炙刺王僚
- 第74回　囊瓦懼謗誅無極 要離貪名刺慶忌
- 第75回　孫武子演陣斬美姬　蔡昭侯納質乞吳師
- 第76回　楚昭王棄郢西奔 伍子胥掘墓鞭屍
- 第77回　泣秦庭申包胥借兵　退吳師楚昭王返國
- 第78回　會夾谷孔子卻齊 墮三都聞人伏法
- 第79回　歸女樂黎彌阻孔子　棲會稽文種通宰嚭
- 第80回　夫差違諫釋越 句踐竭力事吳
- 第81回　美人計吳宮寵西施　言語科子貢說列國
- 第82回　殺子胥夫差爭歃 納蒯瞶子路結纓
- 第83回　誅羋勝葉公定楚 滅夫差越王稱霸
- 第84回　智伯決水灌晉陽 豫讓擊衣報襄子
- 第85回　樂羊子怒餟中山羹　西門豹喬送河伯婦
- 第86回　吳起殺妻求將 騶忌鼓琴取相
- 第87回　說秦君衛鞅變法 辭鬼谷孫臏下山
- 第88回　孫臏佯狂脫禍 龐涓兵敗桂陵
- 第89回　馬陵道萬弩射龐涓　咸陽市五牛分商鞅
- 第90回　蘇秦合從相六國 張儀被激往秦邦
- 第91回　學讓國燕噲召兵 偽獻地張儀欺楚
- 第92回　賽舉鼎秦武王絕脛　莽赴會楚懷王陷秦
- 第93回　趙主父餓死沙邱宮　孟嘗君偷過函谷關
- 第94回　馮驩彈鋏客孟嘗 齊王糾兵伐桀宋
- 第95回　說四國樂毅滅齊 驅火牛田單破燕
- 第96回　藺相如兩屈秦王 馬服君單解韓圍
- 第97回　死范睢計逃秦國 假張祿廷辱魏使
- 第98回　質平原秦王索魏齊　敗長平白起坑趙卒
- 第99回　武安君含冤死杜郵　呂不韋巧計歸異人
- 第100回　魯仲連不肯帝秦 信陵君竊符救趙
- 第101回　秦王滅周遷九鼎 廉頗敗燕殺二將
- 第102回　華陰道信陵敗蒙驁　胡盧河龐煖斬劇辛
- 第103回　李國舅爭權除黃歇　樊於期傳檄討秦王
- 第104回　甘羅童年取高位 嫪毐偽腐亂秦宮
- 第105回　茅焦解衣諫秦王 李牧堅壁卻桓齮
- 第106回　王敖反間殺李牧 田光刎頸薦荊軻
- 第107回　獻地圖荊軻鬧秦庭　論兵法王翦代李信
- 第108回　兼六國混一輿圖 號始皇建立郡縣

## 外部連結
- 名著在线网站《东周列国志》在线阅读
- 《東周列國志》全文免費線上閱覽